# Six Nuits d'Alger
Les Six Nuits d'Alger sont une course cycliste de six jours disputée à Alger, en Algérie française. L'épreuve ne connait qu'une seule édition en 1953.

## Palmarès
| Année | Vainqueur                         | Deuxième                     | Troisième                         |
| ----- | --------------------------------- | ---------------------------- | --------------------------------- |
| 1953  | Miquel Poblet Ferdinando Terruzzi | Jean Goldschmit Ferdi Kübler | Georges Senfftleben Maurice Lauze |